# Taken by Force
Taken by Force е петият студиен албум на германската рок група „Скорпиънс“, издаден от „Ар Си Ей Рекърдс“ на 4 декември 1977 г. Това е последната студийна продукция с китариста Улрих Джон Рот, след като през април 1978 г. той се оттегля от групата, за да започне самостоятелна кариера, поради различни музикални възгледи с останалите членове на „Скорпиънс“. Taken by Force е и първият албум за барабаниста Херман Раребел с групата, който се присъединява през май 1977 г., за да замени Руди Ленърс.
Както обикновено, Taken by Force е записан в „Диркс Студиос“ в Кьолн, между юни и октомври 1977 г. и е продуциран от германеца Дитер Диркс. Оригиналната му обложка, която включва две деца, играещи с огнестрелни оръжия на гробище, трябва да бъде променена с алтернатива поради социално-политическата ситуация в Западна Германия. След издаването си, албумът получава положителни отзиви от специализираната преса. В допълнение, той постига и положителен търговски успех в Япония, където е сертифициран със златен статус. По време на промоционалното си турне, групата свири за първи път в азиатската страна с пет концерта в три града.
Пет години след издаването му, списание „Билборд“ оценява албума, като печеливш, но той не попада в нито една класация за албуми, докато популярността и влиянието на групата расте в края 70-те и през целите 80-те години на 20-и век. Повече от три десетилетия по късно, през 2010 г. при преиздаването си в Япония, той влиза в националната класация, както и през 2015 г., когато отново е преиздаден за отбелязване на 50-ата годишнина на „Скорпиънс“, в ремастерирано издание с шест допълнителни песни, включително и оригиналната си обложка. През 21-ви век някои критици определят албума като връхна точка в кариерата на групата през 70-те години, който дава началото на международния успех на „Скорпиънс“.
Композиции от албума, се изпълняват от групата на почти всяко тяхно световно концертно турне, с изключение на период от средата на 80-те до средата на 90-те години на 20-и век. Втората песен от Taken by Force We'll Burn the Sky, е една от най-често изпълняваните на живо песни от „Скорпиънс“.

## Описание
През пролетта на 1977 г. „Скорпиънс“ планират последния етап от концерти в Европа, като част от промоционалното турне на албума Virgin Killer. Докато са в Англия, барабанистът Руди Ленърс ги информира, че след края на турнето ще напусне групата, поради здравословни проблеми. Поради тази причина на 5 май, преди да излязат на сцената за участие в нощния клуб „Саунд Циркус“ в Лондон, групата прослушва двама музиканти, включително Херман Раребел. На следващия ден те се свързват с него по телефона, за да го уведомят, че е одобрен за позицията и че трябва да пътува до Хановер възможно най-скоро, за да се срещне с останалата част от групата. На същия ден, 17 май 1977 г., Херман Раребел официално се присъединява към групата, в който ден, вокалистът Клаус Майне се жени за Габи Майне.

## Композиране и записване
Записите са направени между юни и октомври 1977 г. в „Диркс Студиос“ в Кьолн, а германецът Дитер Диркс отговаря за продукцията им. Групата пише първите демо записи по елементарен начин в зала, която наемат в Курцфелд, близо до Мюнстер, метод, който използват във всеки албум по това време. От осемте песни, пет са написани в съавторство от Рудолф Шенкер, докато останалите три са изцяло композирани от Улрих Джон Рот, въпреки факта, че той не се интересува от записването на албума, защото вече е решен да напусне групата и да започне самостоятелна кариера.
Композирана от Рудолф Шенкер и Клаус Майне, Steamrock Fever е „закачлива и комична песен“, в която те се опитват да направят нещо ново, като включват звук от ударен електрически чук, който се поддържа през цялата песен. В допълнение, препратката към Съединените американски щати, включена в припева ѝ – „Steamrock Fever in L.A.“, е опит да се популяризира групата отвъд Атлантика и възможността да свирят за първи път в тази страна, което е една от целите на „Скорпиънс“. Рудолф Шенкер заявява, че може би има някои пънк влияния, докато критикът Мартин Попоф пише, че изглежда като испанска песен със стена от звукова продукция, чието заглавие показва непознаването на английски от писателите, тъй като думата steamrock не съществува на този език. Улрих Джон Рот не харесва песента, смята я за „голяма шега“ и всичко, което прави върху нея, е да изсвири няколко ноти на слайд китара. Считана от Улрих Джон Рот за „необичайна“, „почти като малка симфония“ и като „една от най-добрите песни на групата“, текстът на We'll Burn the Sky е написан от художничката Моника Данеман в знак на почит към нейния бивш партньор и китарист Джими Хендрикс. По музика от Рудолф Шенкер, песента представлява смесица между балада и рок песен, която има „лесен, ефектен, но много мощен“ силен акорд, според китариста. I've Got to Be Free е една от трите композиции, направени от Улрих Джон Рот, според него тя е за идеята му да напусне групата. Riot of Your Time е рок песен, чийто основен риф е изсвирен с акустична китара, идея вдъхновена от композициите на Джими Пейдж от „Лед Зепелин“. С текст, който се отнася до скорошната смърт на Елвис Пресли, Мартин Попов я нарича „апокалиптична“, където мелодията ѝ има латино настроение.
Sails of Charon разказва историята на героя от гръцката митология Харон, чието вдъхновение идва от картина на Микеланджело Буонароти в Сикстинската капела. За разлика от останалите песни, китарното соло е основният компонент на интродукцията, която според Улрих Джон Рот носи фламенко нотка и е измислена по произведения на Пьотър Чайковски.
Your Light е „духовна песен“ за Исус, смесваща елементи от хевиметъл, фънк и блус. Смятана от Мартин Попоф за един от „обогатителите“ на албума, тя подчертава свиренето на Улрих Джон Рот и красивия груув на Херман Раребел на неговите „смазващо брилянтни цимбали.“ Написана от Херман Раребел с помощта на Клаус Майне и Рудолф Шенкер, He´s A Woman – She´s A Man разказва историята на трансвестит. Според барабаниста, песента се основава на реални събития, докато са в квартала на червените фенери в Париж и описва срещата им с жена, за която при вида ѝ, разбират, че това всъщност е мъж трансвестит. Born to Touch Your Feelings е също „мощна балада“, която според Клаус Майне доставя послание от първо лице с думите „born to touch your feelings“. В края на песента, са добавени женски гласове, говорещи на различни езици, които са описани на задната обложка на албума като Юнко и Муцуми от Япония, Естер от Суринам, Роза от Рим, Сюзан от Лос Анджелис и Лейла от Таити, без допълнителна информация, която да уточнява къде и кога са направени записите на техните гласове.

## Издаване и представяне
Taken by Force е издаден на 4 декември 1977 г. от „Ар Си Ей Рекърдс“. За популяризирането му, в Германия на същия ден He´s A Woman - She´s A Man е издаден като единствен официален сингъл от албума, който включва и Suspender Love на обратната си страна. В Япония, на следващата година He´s A Woman - She´s A Man и Sails of Charon са издадени като промоционални сингли. На 14 октомври 1977 г. „Скорпиънс“ започват турнето Taken by Force Tour, което им позволява да свирят в Западна Германия, Франция, Белгия и за първи път в Япония: с три изпълнения в Токио, едно в Нагоя и друго в Осака. Това е последното концертно турне с Улрих Джон Рот, той напуска групата веднага след концертите в азиатската страна, поради различни музикални възгледи с останалите членове. За последните четири концерта от турнето, към групата се присъединява Матиас Ябс, който свири с тях в Западна Германия през 1978 г.
Въпреки че албумът не успява да влезе в европейските класации, той е сертифициран като златен в Япония, след като се продава в повече от 100 000 копия. През 2010 г. достига № 281 в японската класация, а през 2015 г., преиздадената версията за 50-ата годишнина, влиза отново, но на позиция № 89. През 2015 г. в Белгия, юбилейното издание достига до № 139. Въпреки факта, че албумът няма повече сертификати в други страни, организацията „Рок енд Поп Арт Ауърдс“ му присъжда платинен статус, представляващ повече от един милион продадени копия по целия свят.

## Обложката
Оригиналната обложка включва две момчета, които играят с оръжия на военно гробище във Франция, снимани от Майкъл фон Гимбут. Според Клаус Майне обложката съдържа малко вдъхновение от социално-политическата ситуация, която Западна Германия преживява по това време, особено поради социалните вълнения, причинени от фракцията на Червената армия. Това е една от причините да бъде заменена от алтернативна версия с отделни изображения на петимата музиканти върху черен фон, снимки, направени в Хамбург. Според Улрих Джон Рот, второто издание е „наистина странно“, докато Клаус Майне смята, че никога не достига качеството на другите обложки на групата. В интервю през 2006 г., китаристът обяснява: „Taken by Force не беше неприлична. Мисля, че първоначалната идея децата да играят с оръжия на гробище във Франция беше обидна за някои хора. Не мисля, че е обидно, всъщност е много добър образ, тъй като поставя войната като цяло в перспектива, тъй като много често осемнадесет и деветнадесет годишните са тези, които отиват на войни и не разбират напълно какво е животът.“

## Ремастирано издание за 50-ата годишнина
Във връзка с честването на 50-ата годишнината на групата, на 6 ноември 2015 г. албумът, е преиздаден под заглавието Taken by Force 50th Anniversary, с оригиналната си обложка. Това издание включва шест бонус песни: Suspend Love и демо записите на Believe in Love, Born to Touch Your Feelings, Busy Guys, Midnight Blues Jam и Blue Dream. Последните три първоначално са премахнати от оригиналния списък с песни.

## Оценки и възприемане
Taken by Force получава положителни отзиви от музикалните критици. Гари Хил от уебсайта „Олмюзик“ му дава две от пет възможни звезди, наричайки го „по-малко брутален от предишните два албума, но все пак недооценен“. Освен това той изтъква песните Steamrock Fever, He´s A Woman - She´s A Man и особено We'll Burn the Sky, която смята за една от най-добрите песни, правени от групата. Едуардо Ривадавия от „Ултимейт Класик Рок“ го определя, като един от най-завладяващите албуми на „Скорпиънс“, като отбеляза: „...контрастира с високата скорост на He´s A Woman - She´s A Man срещу несравнимото величие на We’ll Burn the Sky, празнува скорошната смърт на Елвис Пресли в Riot of Your Time и демонстрира великия гений на Улрих Джон Рот в The Sails of Charon. В допълнение, Ривадавия прави класация, за да класира албумите на групата от най-лошите до най-добрите и поставя Taken by Force на пето място. Журналистът Малкълм Доум от „Класик Рок“ го поставя на единадесето място в списъка на албумите на „Скорпиънс“ и коментира, че може би това е албумът, който „показва признаци, че стилът, който им е помогнал да се отворят в международен план, започва да се изтощава.“ Американското списание „Билборд“ определя Taken by Force като „поредния печеливш (албум)“.
Джо Дивита от уебсайта „Лоудуайър“ класира Taken by Force като най-добрия албум на 1977 г. в списъка на най-добрите метъл албуми за всяка година от 1970 г. насам. В рецензията си той пише, че това представлява връхна точка в кариерата на групата през 70-те години на 20-и век и подчертава песните Steamrock Fever, We'll Burn the Sky и Sails of Charon. Последната от които, той определя като една от подценените песни на „Скорпиънс“. През 2016 г. екипът от същия сайт го включва на седемдесета позиция в Топ 70 хардрок + метъл албума от 1970 г. Фрейзър Лури в рецензията на ремастерираните албуми за отбелязване на 50-тата годишнина на групата отбеляза, че андрогинният He´s A Woman - She´s A Man и началната Steamrock Fever „обобщават групата в годината, в която пънкът нахлу, с остри, изненадващи, ускорени рифове.“ Канадският критик Мартин Попоф го класира на 327 място в книгата си „500-те хевиметъл албума на всички времена“.

## Списък с песните
Страна едно
1. Steamrock Fever (Рудолф Шенкер, Клаус Майне) – 3:37
2. We'll Burn the Sky (Рудолф Шенкер, Моника Данеман) – 6:26
3. I've Got to Be Free (Улрих Джон Рот) – 4:00
4. Riot of Your Time (Рудолф Шенкер, Клаус Майне) – 4:09

Страна две
1. Sails of Charon (Улрих Джон Рот) – 5:16[Б 6]
2. Your Light (Улрих Джон Рот) – 4:31
3. He´s A Woman - She´s A Man (Рудолф Шенкер, Клаус Майне, Херман Раребел) – 3:15
4. Born to Touch Your Feelings (Рудолф Шенкер, Клаус Майне) – 7:40

Бонус песни в изданието от 2001 г.
1. Suspender Love (Рудолф Шенкер, Клаус Майне) – 3:20
2. Polar Nights (На живо от Токио (1978) (Улрих Джон Рот) – 6:56

Бонус песни в изданието от 2015 г. за 50-тата годишнина на „Скорпиънс“
1. Suspender Love (Рудолф Шенкер, Клаус Майне) – 3:24
2. Busy Guys (демо версия) (Рудолф Шенкер, Клаус Майне) – 4:28
3. Believe in Love (демо версия) (Рудолф Шенкер, Клаус Майне) – 3:46
4. Midnight Blues Jam (демо версия) (Рудолф Шенкер, Клаус Майне) – 4:10
5. Blue Dream (демо версия, недовършен инструментал) (Улрих Джон Рот) – 4:10
6. Born to Touch Your Feelings (демо версия) (Рудолф Шенкер, Клаус Майне) – 5:06

## Състав
| - Клаус Майне – вокали - Рудолф Шенкер – ритъм китара и хор - Улрих Джон Рот – основна китара, хор задни и основни вокали на Hell Cat и Polar Nights - Херман Раребел – барабани - Франсис Буххолц – бас и хор Източник на информацията: Обложката на оригиналното издание на „Ар Си Ей Рекърдс“. | - Дитер Диркс – продукцент - Майкъл фон Гимбут – снимки - Стефан Бьоле – дизайн и художествена режисура - Франци Фроб – графики - Дитер Вегнер – ремастеринг |

## Позиция в класациите
| Класация | Година | Най-висока позиция |
| -------- | ------ | ------------------ |
| Япония   | 2010   | 281                |
| Япония   | 2015   | 89                 |
| Белгия   | 2015   | 139                |

## Сертификати
| Държава | Сертифициращ орган                              | Сертификат | Сертифицирани продажби | Източник |
| ------- | ----------------------------------------------- | ---------- | ---------------------- | -------- |
| Япония  | Асоциация на звукозаписната индустрия на Япония | Златен     | 100 000                | [ 28 ]   |
| —       | „Рок енд Поп Арт Ауърдс“                        | Платинен   | 1 000 000              | [ 33 ]   |

## Цитати
1. ↑  Virgin Killer Tour //  LIVE.   the-scorpions.com. Посетен на 2023-01-25. (на английски)
2. ↑  Fuentes, Ana. Rudy Lenners abandonó Scorpions para responder al «deseo feroz» de fundar una familia //  Familia.   actuall.com, 2020-12-31. Посетен на 2023-01-25. (на испански)
3. 1 2 3  Taken By Force Documentary Part I - The Album //   youtube.com, 2015-11-02. Посетен на 2023-01-25. (на английски)
4. ↑  Naughty, Mickie. Herman Rarebell shares his 'life as a Scorpion' //   dabelly.com, 2012.  Архивиран от оригинала на 2019-02-09. Посетен на 2023-01-25. (на английски)
5. ↑  Scorpions – Taken By Force //  Scorpions.   discogs.com. Посетен на 2023-01-25. Released:	6 nov 2015 (на английски)
6. 1 2  Scorpions – Taken By Force //  Scorpions.   discogs.com. Посетен на 2023-01-25. (на английски)
7. ↑  Taken By Force Documentary Part II - The Album //   youtube.com. Посетен на 2023-01-25. (на английски)
8. 1 2  Syrjälä, Marko. ULI JON ROTH Contributed by Marko Syrjälä //   metal-rules.com, 2006-12-10.  Архивиран от оригинала на 2008-05-16. Посетен на 2023-01-25. (на английски)
9. ↑  Taken By Force Documentary Part VII - Steamrock Fever //   youtube.com, 2015-11-02. Посетен на 2023-01-25. (на английски)
10. ↑  Popoff 2016, с. 43.
11. ↑  Popoff 2016, с. 42.
12. ↑  Popoff 2016, с. 42 и 43.
13. ↑  История на албума Taken by Force от обложката на ремастираното оригиналното издание от 2001 г. на И Ем Ай. Matthias Mineur. Каталожен №7243 5 35147 2 3
14. ↑  Biography //   ulijonroth.com.  Архивиран от оригинала на 2023-01-23. Посетен на 2023-01-25. (на английски)
15. ↑  Taken By Force Documentary Part VIII - We'll Burn The Sky //   youtube.com, 2015-11-02. Посетен на 2023-01-25. We'll Burn The Sky - January will be “Taken By Force” month. (на английски)
16. ↑  Taken By Force Documentary Part IX - I've Got To Be Free & The Riot Of Our Time //   youtube.com, 2015-11-02. Посетен на 2023-01-25. (на английски)
17. 1 2 3 4  Rivadavia, Eduardo. Scorpions Albums Ranked Worst to Best //   ultimateclassicrock.com, 2015-09-18. Посетен на 2023-01-25. (на английски)
18. ↑  Popoff 2016, с. 48.
19. ↑  Taken By Force Documentary Part X - The Sails Of Charon //   youtube.com, 2015-11-02. Посетен на 2023-01-25. (на английски)
20. ↑  Popoff 2016, с. 50.
21. ↑  Taken By Force Documentary Part X - The Sails Of Charon //   youtube.com, 2015-11-02. Посетен на 2023-01-25. (на английски)
22. ↑  Taken By Force Documentary Part XII - Born To Touch Your Feelings //   youtube.com, 2015-11-02. Посетен на 2023-01-25. (на английски)
23. ↑  ALBUM DETAILS Taken by Force //  Discography.   the-scorpions.com. Посетен на 2020-02-20. (на английски)
24. ↑  He’s A Woman She’s A Man //  Singles.   the-scorpions.com. Посетен на 2023-01-25. (на английски)
25. ↑  スコーピオンズ* = Scorpions – 暴虐のハード・ロッカー = He's A Woman, She's A Man //  Scorpions.   discogs.com. Посетен на 2023-01-25. (на английски)
26. ↑  スコーピオンズ* = Scorpions – カロンの渡し守 = The Sails Of Charon //  Scorpions.   discogs.com. Посетен на 2023-01-25. (на английски)
27. ↑  Taken By Force Tour //  Live.   the-scorpions.com. Посетен на 2023-01-25. (на английски)
28. 1 2 3  Band //  History.   the-scorpions.com. Посетен на 2023-01-25. (на английски)
29. ↑  Unbreakable World Tour 2004: One Night in Vienna, Sony Music (2005). Documental Scorpions - A German Rock Legend (9:45-10:58)
30. 1 2  Taken by Force дата на влизане 5 юли 2010 г. „Орикон“.
31. 1 2  Taken by Force дата на влизане 30 ноември 2015 г. „Орикон“.
32. 1 2  Scorpions – Taken By Force //  Scorpions.   ultratop.be. Посетен на 2023-01-25. (на френски)
33. 1 2  Rock & Pop Art Awards - Scorpions/Taken by Force //   4.bp.blogspot.com.  Архивиран от оригинала на 2016-12-05. Посетен на 2023-01-25. (на английски)
34. ↑  Taken By Force Documentary Part III - Artwork //  Scorpions.   youtube.com. Посетен на 2023-01-25. (на английски)
35. ↑  ALBUM DETAILS Savage Amusement //  Discography.   the-scorpions.com. Посетен на 2023-01-25. (на английски)
36. ↑  SCORPIONS: 'Taken By Force' 50th-Anniversary Deluxe Edition Audio Samples //  NEWS.   blabbermouth.net, 2015-11-08. Посетен на 2023-01-25. (на английски)
37. 1 2  Hill, Gary. Taken by Force Review by Gary Hill //  Album Overview.   allmusic.com. Посетен на 2023-01-25. (на английски)
38. ↑  Larkin 2006, с. 1976.
39. 1 2  Lewry, Fraser. Scorpions: Reissues //  Reviews.   loudersound.com, 2015-10-30. Посетен на 2023-01-25. (на английски)
40. ↑  Dome, Malcolm. Every Scorpions album ranked from worst to best //  Classic Rock.   loudersound.com, 2022-05-11. Посетен на 2023-01-25. (на английски)
41. ↑  Ten Years of the Scorpions – There's a Sting in the Tale (PDF) //   Billboard, 1982-08-21. Посетен на 2023-01-25. (на английски)
42. ↑  The Best Metal Album of Each Year Since 1970 //   loudwire.com, 2022-12-12. Посетен на 2023-01-25. (на английски)
43. ↑  Top 70 Hard Rock + Metal Albums of the 1970s //   loudwire.com, 2016-05-02. Посетен на 2023-01-25. (на английски)
44. ↑  Popoff, Martin. The Top 500 Heavy Metal Albums of All Time.   2003. ISBN 9781550225303. (на английски)